# Alyssum obovatum
Alyssum obovatum là một loài thực vật có hoa trong họ Cải. Loài này được (C.A.Mey.) Turcz. mô tả khoa học đầu tiên năm 1837.